# Junta Suprema de Govern de les Balears
La Junta Suprema de Govern de les Balears va ser un organisme de govern constituït a la ciutat de Mallorca el maig de 1808 pel capità general de les Balears, Joan Miquel de Vives i Feliu. Estava integrat per 29 membres, entre els quals figuraven els nobles Josep Sanglada de Togores, comte d'Aiamans, Francesc de Sagranada i Josep Cotoner, tots ells liberals moderats.
La Junta va prendre les primeres mesures per fer front a la situació econòmica creada per la Guerra del Francès, consistents en la creació d'una Junta Militar i una d'Hisenda i en allistaments generals de soldats. El setembre de 1808 designà Josep Sanglada de Togores i Tomàs de Verí com a vocals per a la Junta Central, amb seu a Aranjuez. Es va dissoldre quan es va crear la Junta Superior Provincial de les Balears.

## Junta Superior Provincial de les Balears
La Junta Superior Provincial de les Balears es va constituir a Ciutat el febrer de 1809, en establir-se a escala estatal la Regència. Va ser l'encarregada de convocar les eleccions a Corts i de l'elecció dels diputats a les Corts de Cadis.